# Hümmət
Hümmət, w transkrypcji z języka rosyjskiego Himmat (azer. Dążenie) – azerska lewicowa partia polityczna utworzona na początku XX w. w Azerbejdżanie rosyjskim.
Organizacja została założona w 1904 przez grupę młodych muzułmańskich inteligentów i uczniów gimnazjum. Jej nazwa, Hümmət, była równocześnie tytułem nielegalnego pisma wydawanego przez tę grupę. Jednym z założycieli organizacji był Məmmədəmin Rəsulzadə. W czasie rewolucji 1905 roku organizacja szybko zyskała na znaczeniu, uzyskując szerokie poparcie wśród muzułmańskich robotników. Również znaczny wpływ na rozwój Hümmətu miało przystąpienie do partii Nərimana Nərimanova, dotąd działacza Socjaldemokratycznej Partii Robotniczej Rosji. W 1905 Hümmət zorganizował szereg masowych demonstracji i strajków robotniczych. Mimo współpracy z bolszewikami, partia była ideologicznie bliższa narodowej socjaldemokracji (podobnie jak ormiańska Armeńska Federacja Rewolucyjna), głosząc "narodowy komunizm", "narodowy islam" i "narodowy język". Od połowy 1907 z powodu zmasowanych represji antyrewolucyjnych w Rosji działacze partii w większości emigrowali do Azerbejdżanu Irańskiego, osiedlając się w Tebrizie. Niektórzy członkowie partii, rozczarowani przebiegiem wydarzeń w Rosji, zafascynowani natomiast irańską rewolucją konstytucyjną, utworzyli w 1911 nową partię Müsavat (Równość).
Partia wznowiła działalność w Azerbejdżanie Północnym (rosyjskim) po objęciu stanowiska namiestnika Kaukazu przez Mikołaja Mikołajewicza Romanowa młodszego, razem z innymi azerskimi organizacjami politycznymi o różnym profilu. Linia partii uległa znaczącym zmianom. W 1917 nawiązywała ona otwarcie do koncepcji marksistowskich. Hümmət stracił jednak dawne poparcie wśród robotników na rzecz Müsavatu. W czerwcu 1917 w partii doszło do rozłamu - komórki organizacji w Baku poparły bolszewików, podczas gdy struktury na prowincji - mienszewików. Liderem pierwszej grupy był Nərimanov, na czele drugiej stali İbrahim Əbilov, Səməd ağa Ağamalıoğlu i Əhməd bəy Pepinov. Obie frakcje nie zerwały jednak całkowicie kontaktów i wielokrotnie ze sobą współpracowały. Większe poparcie społeczne uzyskiwało skrzydło bardziej umiarkowane, które w wyborach do Konstytuanty w listopadzie 1917 zdobyło 84 tys. głosów, co było trzecim wynikiem wśród partii azerskich (za zdecydowanie najbardziej popularnym Müsavatem i Muzułmańskim Blokiem Socjalistycznym).
Przedstawiciele partii byli obecni w Sejmie Zakaukaskim i w Azerbejdżańskiej Radzie Narodowej, która ukonstytuowała się po rozpadzie Zakaukaskiej Demokratycznej Republiki Federacyjnej 26 maja 1918 i która dwa dni później proklamowała powstanie Demokratycznej Republiki Azerbejdżanu. Azerbejdżańską Radę Narodową opuścili w czerwcu tego samego roku, po wejściu do Azerbejdżanu wojsk tureckich i ogłoszeniu przez nie poparcia dla organizacji panislamskich i konserwatywnych. Część działaczy Hümmətu poparła Komunę Bakijską, a po jej upadku znalazła się w Rosji. Na ich miejsce do organizacji wstępowali młodzi komuniści, zwolennicy zjednoczenia z Rosją Radziecką. Pozycja partii w niepodległym Azerbejdżanie była niska. Znacząco zmieniła się jednak po klęsce marszu Białych na Moskwę, gdy stało się jasne, że Armia Czerwona będzie dążyła do zajęcia Zakaukazia, a niepodległa republika azerska nie będzie w stanie się obronić. Dla bolszewików rosyjskich Hümmət był jedynym ewentualnym partnerem do rozmów o przyszłości Azerbejdżanu. O ile młode kadry partii zgadzały się na sowietyzację kraju, pragnęły, by zachował on swoistą odrębność narodową. Hümmət nie zgadzał się na całkowite włączenie do partii bolszewickiej, a jego tatarski działacz Mir Sułtan Galijew sugerował nawet utworzenie odrębnych komunistycznych partii muzułmańskiej i niemuzułmańskiej.
Spór toczony na tle przyszłej pozycji i struktury partii (autonomia czy integracja z WKP (b)) między Hümmətem a bolszewickim Komitetem Zakaukaskim został rozstrzygnięty w 1920 przez Stalina, jako jedynego członka ścisłych władz radzieckich obeznanego z realiami regionu. Stalin nakazał utworzenie jednolitej partii komunistycznej dla wszystkich Azerów, bez względu na wyznanie i deklarowaną przynależność etniczną. Zakazana została także dotychczasowa nazwa partii. 11 lutego 1920 w Baku odbył się półlegalny zjazd, na którym powstała, na warunkach przedstawionych przez bolszewików, Komunistyczna Partia Azerbejdżanu. Działacze Hümmətu dominowali liczebnie na kongresie i oni też objęli w nowej partii zdecydowaną większość stanowisk kierowniczych. Byli działacze organizacji odgrywali w Komunistycznej Partii Azerbejdżanu znaczącą rolę do wielkiej czystki, gdy zostali poddani zmasowanym represjom i w zdecydowanej większości skazani na śmierć po sfingowanych procesach.